# David Heilbroner

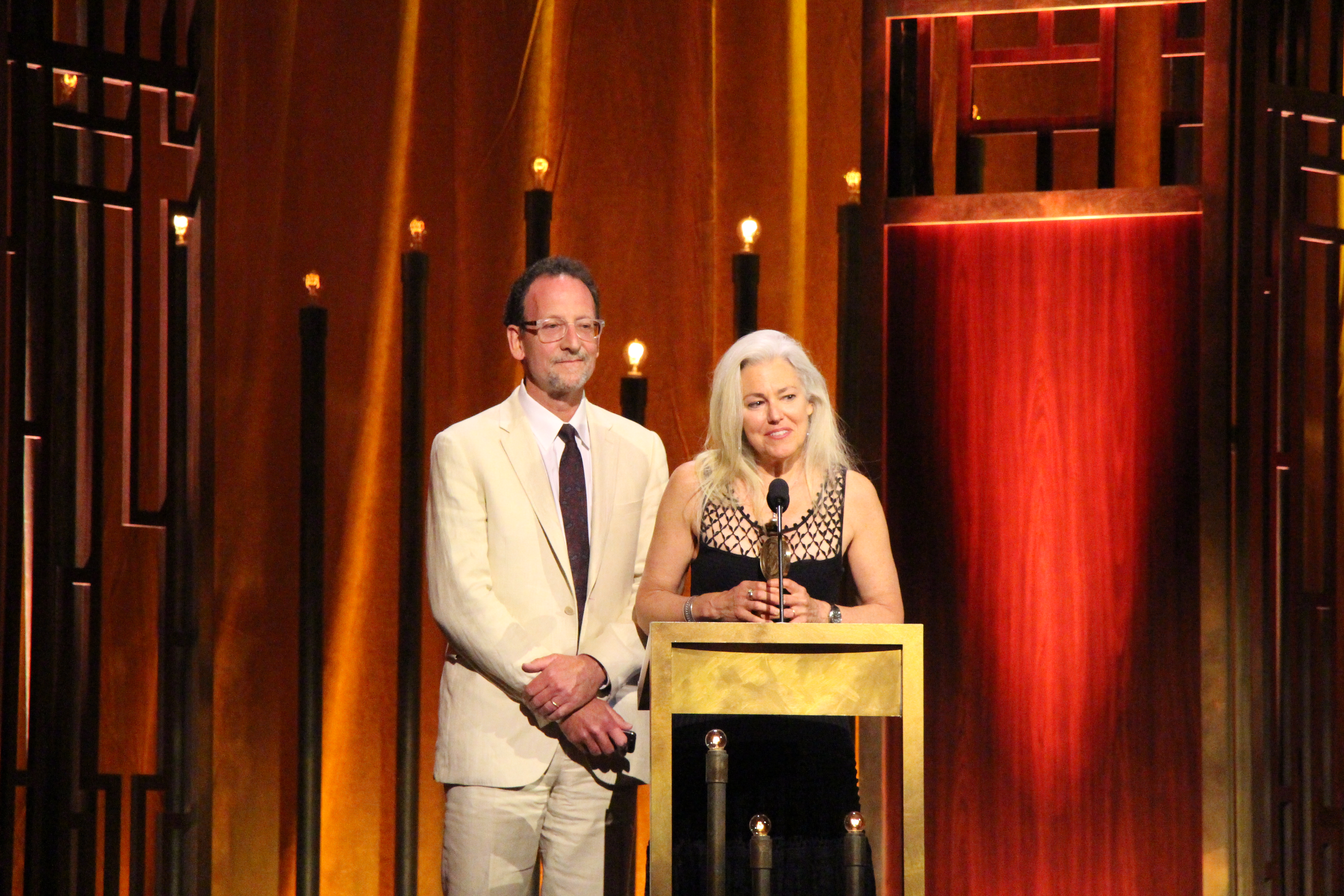
David Heilbroner und Kate Davis bei den 74th Peabody Awards

David Heilbroner (* 20. August 1957) ist ein US-amerikanischer Schriftsteller sowie Filmproduzent, Filmregisseur, Filmeditor und Drehbuchautor im Bereich des Dokumentarfilms.

## Karriere
Heilbroner machte 1979 an der Harvard University seinen Bachelor und 1984 an der Northeastern Law School seinen Juris Doctor.
Im Jahr 1995 wurde der Film Tödliche Gefallen veröffentlicht, der auf seinem Buch Death Benefit basiert. Seit 2000 verwirklicht er zusammen mit seiner Frau Kate Davis Dokumentarfilme. Ihr erstes gemeinsames Projekt war American Babylon, wobei Heilbroner als Produzent und Davis als Editorin verantwortlich waren. Weitere Projekte mit seiner Frau waren Pucker Up (2005), Plastic Disasters (2006), Waiting for Armageddon (2009), Stonewall Uprising (2010), Die Morde von Cheshire (2013), Der Newburgh-Schwindel (2014) und der Dokumentarkurzfilm Traffic Stop, der im Jahr 2017 veröffentlicht wurde. Letztgenannter Film erzählt die Geschichte von Breaion King, die wegen geringer Geschwindigkeitsüberschreitung verhaftet wurde. Die Handlung basiert auf der Geschichte einer 28-jährigen, die in Texas verhaftet wurde und sich Tage später in der Gefängniszelle erhängte. Für diese künstlerische Leistung erhielten Heilbroner und Davis bei der Oscarverleihung 2018 eine Oscarnominierung in der Kategorie „Bester Dokumentar-Kurzfilm“. Die Auszeichnung wurde jedoch Frank Stiefel für seinen Beitrag Heaven Is a Traffic Jam on the 405 überreicht.
2018 wurde er in die Academy of Motion Picture Arts and Sciences berufen, die jährlich die Oscars vergibt.

## Privat
David Heilbroner ist mit Kate Davis seit dem 5. Mai 1987 verheiratet und sie sind Eltern von einem Sohn (* 1994) und eine Tochter (* 1997).

## Filmografie (Auswahl)
- 1995: Tödlicher Gefallen (Death Benefit, Fernsehfilm)
- 2000: American Babylon
- 2004: Jockey
- 2013: Die Morde von Cheshire (The Cheshire Murders)
- 2014: Der Newburgh-Schwindel (The Newburgh Sting)
- 2017: Traffic Stop (Kurzfilm)

## Werke (Auswahl)
- 1990: Rough Justice[1][5]
- 1993: Death Benefit[1]